# Finken

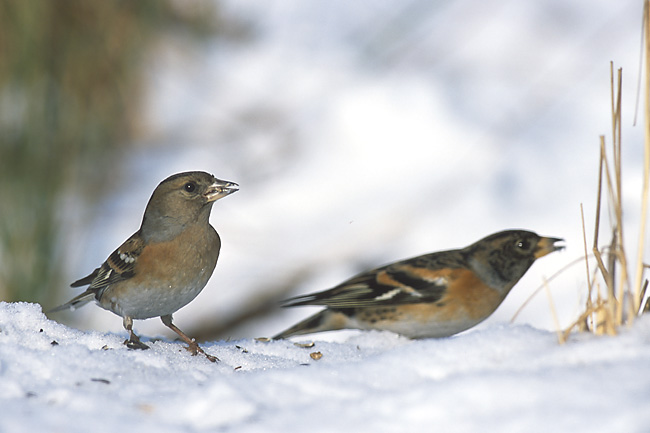
Bergfinken (Fringilla montifringilla)

Die Finken (Fringillidae) sind eine artenreiche Familie aus der Ordnung der Sperlingsvögel (Passeriformes).
Auch die Prachtfinken (Estrildidae) und einige Arten der Ammern (Emberizidae), Tangaren (Thraupidae), Kardinäle (Cardinalidae), Sperlinge (Passeridae) und Webervögel (Ploceidae) werden als „Finken“ bezeichnet.
Von einigen Wissenschaftlern werden bei weiter Fassung der Familie die Stärlinge (Icteridae), Waldsänger (Parulidae), Ammern, Tangaren, Kardinäle, Trugwaldsänger (Peudedramidae) und Rosenschwänze (Urocynchramidae) in die Fringillidae einbezogen.
Die Familie der Finken enthält 40 Gattungen, davon 6 ausgestorben, und etwa 200 Arten, davon sind 14 ausgestorben.
Heraldisch und redend werden sie auf dem Gemeindewappen von Fincken dargestellt.

## Aussehen
Finken sind kleine bis mittelgroße Vögel von 9 bis 26 cm Länge. Sie besitzen einen kräftigen, meistens kegelförmigen Schnabel, der bei den Kernbeißern sehr groß ist. Auffällig sind die Schnäbel der Kreuzschnäbel (Loxia), deren Spitzen überkreuzt sind. Alle Arten haben 12 Schwanzfedern und 9 Schwungfedern. Das Schwanzende ist meistens eingekerbt.
Die Färbung des Gefieders variiert innerhalb der Familie stark. Die Bandbreite reicht von unauffällig grauen, grünlichen oder bräunlichen Vögeln bis zu Arten mit auffällig gelben, roten oder blauen Gefiederpartien, wie etwa bei Gimpel (Pyrrhula pyrrhula), Iiwi (Vestiaria coccinea) oder den Arten der tropischen Unterfamilie der Organisten (Euphoniinae). Bei vielen Arten sind die Männchen auffälliger gefärbt als die Weibchen. Bei einigen ist das Winterkleid schlichter als das Brutkleid, oder der Schnabel ist im Winter heller, so etwa beim Kernbeißer (Coccothraustes coccothraustes).

## Verbreitung
Finken sind mit natürlichen Vorkommen fast weltweit verbreitet. Sie fehlen nur in der Antarktis, auf zahlreichen kleinen Ozeaninseln sowie in Madagaskar, Neuguinea, Australien und Neuseeland. Die größte Vielfalt kommt mit 18 Gattungen und etwa 70 Arten in Asien vor. In Europa gibt es dagegen nur 20 Arten aus 8 Gattungen. Afrika besitzt etwa 50 Arten und ist mit 35 Arten das Entfaltungszentrum der Girlitze (Serinus). In Nord- und Südamerika zusammen sind etwa 60 Arten aus 8 Gattungen heimisch. Die Organisten (Euphoniinae) kommen ausschließlich hier vor, und die amerikanischen Zeisige der Gattung Spinus sind mit 19 Arten besonders reich vertreten. Auf den Hawaii-Inseln hat sich der Tribus der Kleidervögel (Drepanidini) mit ursprünglich 34 Arten sehr reich diversifiziert.

Einige Arten der Familie wurden über ihr ursprüngliches Areal hinaus eingebürgert, so etwa in Australien, Neuseeland und auf Hawaii.

## Lebensraum
Die Finken besiedeln eine Vielzahl von Waldtypen, wie Nadelwälder, Laubwälder der gemäßigten Breiten oder tropische Bergregenwälder, sowie Waldränder und -lichtungen. Arten der Organisten (Euphoniinae) kommen auch in Tieflandregenwäldern vor. Zahlreiche Arten bevorzugen eine offene Landschaft mit Bäumen und Gebüschen, wie sie in der Kulturlandschaft, etwa in Parks und Gärten, vorkommt. In den Tropen werden auch Savannen sowie Gras- und Buschland besiedelt. Randbereiche des Vorkommens von Finken sind felsiges Wüstengelände, strauchbestandene Tundra und tropische Papyrussümpfe. Einige Arten, etwa die Schneegimpel (Leucosticte), besiedeln Felshänge und Grasland oberhalb der Waldgrenze. In den Anden erreicht der Schwarzzeisig (Spinus atratus) eine Seehöhe von 4500 m, im Himalaya der Mattenschneegimpel (Leucosticte brandti) sogar 5400 m.

## Ernährung und Lebensweise

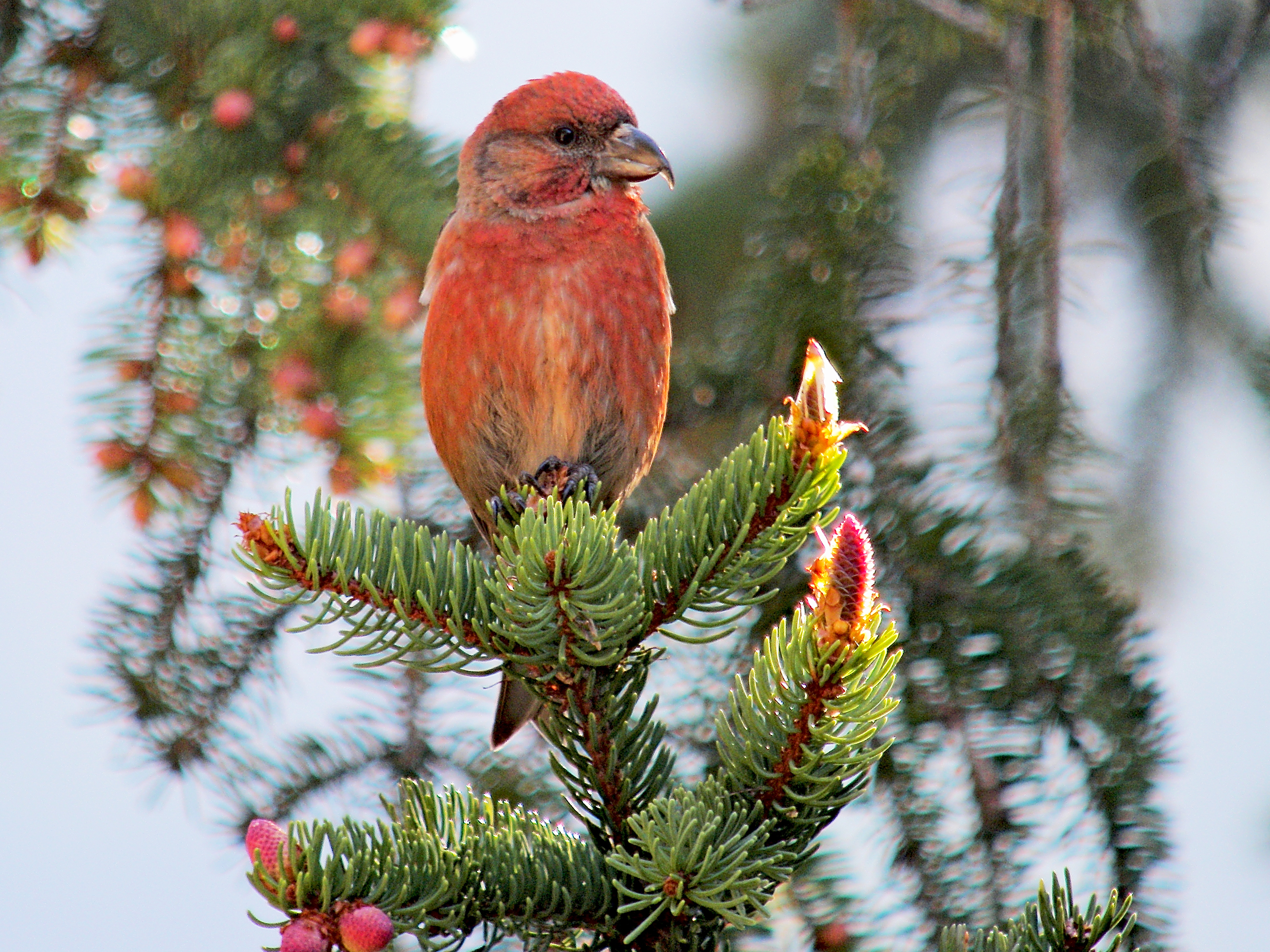
Fichtenkreuzschnabel (Loxia curvirostra), Männchen

Finken ernähren sich hauptsächlich von Samen, Früchten und Knospen. Der Kernbeißer knackt mit seinem großen Schnabel sogar Kirschkerne auf. Die Kreuzschnäbel sind durch die Form ihres Schnabels darauf spezialisiert, Samen aus den Zapfen von Nadelbäumen zu holen. In der Brutzeit werden von manchen Arten auch Insekten, Spinnen und sogar Regenwürmer erbeutet und vor allem an die Jungvögel verfüttert.
Die meisten Arten sind Standvögel oder sie verlassen im Winter nur die nördlichsten Teile ihres Brutgebiets, nur wenige Arten ziehen aus ihrem gesamten Brutgebiet fort. Unter den Finken ist der Bergfink der Vogel mit dem ausgeprägtesten Zugverhalten. Er verlässt sein Brutgebiet, das die nördliche Waldzone von Norwegen bis nach Kamtschatka umfasst, vollständig.
Außerhalb der Brutzeit schließen sich viele Arten zu großen Gruppen zusammen. So führten zwei Mastjahre von Rotbuchen in den Wintern 1946/47 und 1951/52 dazu, dass sich riesige Scharen von Bergfinken in der Schweiz sammelten. Man schätzt, dass aufgrund der damaligen günstigen Buchenmast sich bis zu 100 Millionen Bergfinken in der Schweiz konzentrierten.
Der Flug ist meistens hüpfend, bei einigen Arten auch wellenförmig. Durchschnittlich werden Finken zwei bis drei Jahre alt; bei einigen Arten kann allerdings in Einzelfällen, insbesondere in Gefangenschaft, ein Alter von über 15 Jahren erreicht werden.

## Stimme
Die Männchen tragen in der Brutzeit ihren zur Revierabgrenzung dienenden Gesang vor. Dabei sitzen sie meistens auf Bäumen, seltener führen sie einen kurzen Balzflug aus. Unter den Finken gibt es sehr gute Sänger, wie den Buchfinken (Fringilla coelebs) oder den Kanarengirlitz (Serinus canaria), aber auch Arten mit eintönigem Gesang, wie etwa den Bergfinken (Fringilla montifringilla).
Der Name der Vogelfamilie ist vom Klang eines Rufes des Buchfinken „fink“ hergeleitet.

## Fortpflanzung
Die napfförmigen Nester werden vorwiegend vom Weibchen, meistens auf Bäumen oder in Sträuchern, gebaut. Das Weibchen legt meistens 3 bis 5 Eier und bebrütet sie etwa zwei Wochen lang. Die Jungvögel werden von beiden Eltern gefüttert. Die Stieglitzartigen (Unterfamilie Carduelinae) füttern die Jungvögel aus dem Kropf, vorwiegend mit Samen und Früchten. Dagegen tragen die Edelfinken (Fringillinae) das Futter im Schnabel und verfüttern fast ausschließlich tierische Nahrung. Die Jungvögel verlassen nach etwa 11–28 Tagen das Nest. Meistens kommt es zu zwei Bruten im Jahr, bei tropischen Arten auch zu mehr.

## Gefährdung
Alle bisher ausgestorbenen Arten lebten einst jeweils nur auf einer einzigen kleinen Insel, 13 davon auf einzelnen der Hawaii-Inseln, eine auf den zu Japan gehörenden Bonin-Inseln. Nach wie vor sind 11 weitere der bisher auf Hawaii überlebenden Kleidervögel (Drepanidini) vom Aussterben bedroht, die übrigen sind fast alle auf längere Sicht ebenfalls gefährdet.
Stark bedroht ist auch der Einfarbgimpel (Crithagra concolor) von der kleinen Insel São Tomé im Golf von Guinea. Die Art wurde erst 1991 wiederentdeckt, nachdem sie lange als ausgestorben gegolten hatte; der heutige Bestand wird auf weniger als 50 Individuen geschätzt. Vom Aussterben bedroht sind weiters auch die auf der Insel Hispaniola beheimatete Kreuzschnabelart Loxia megaplaga, der Azorengimpel (Pyrrhula murina), der im Norden von Venezuela lebende Kapuzenzeisig (Spinus cucullatus), der Somalihänfling (Linaria johannis) und der Ankobergirlitz (Crithagra ankoberensis) aus Äthiopien. Drei weitere Arten der Stieglitzartigen (Carduelinae) gelten als gefährdet.
Die wichtigsten Gefährdungsursachen liegen oft im kleinen Verbreitungsgebiet der betroffenen Arten und den dadurch bedingten kleinen Populationen, was zur Folge hat, dass sich sowohl die Zerstörung ihres Lebensraums – durch direkte menschliche Eingriffe oder indirekt durch fremde Pflanzen- und Tierarten – als auch die Einschleppung von Tieren wie etwa verwilderter Hauskatzen oder Ratten, die entweder die Vögel selbst erbeuten oder deren Gelege plündern, besonders stark auswirken.
Im Fall der hawaiischen Kleidervögel (Drepanidini) spielen zusätzlich noch eingeschleppte Krankheiten, nämlich Vogelpocken und Vogelmalaria, eine wichtige Rolle. Die meisten Arten kommen nur in höheren Lagen – oberhalb 1250 bis 1500 m Seehöhe – in ausreichenden Populationendichten vor, da in diesen Höhenlagen die Stechmücke Culex quinquefasciatus selten ist, die die Malaria überträgt. Besonders problematisch ist damit das Überleben der Kleidervögel auf den Inseln Kauaʻi, Oʻahu, Molokaʻi und Lanai, die diese Höhe nicht erreichen oder nur wenig überragen.
Für die Bedrohung des Kapuzenzeisigs (Spinus cucullatus) ist in erster Linie der illegale Fang und Handel verantwortlich. Ebenso hatte beim Aussterben des Mamo (Drepanis pacifica) von Hawaii die Bejagung durch die polynesischen Ureinwohner eine gewisse Bedeutung. Seine gelben Federn von den Unterschwanzdecken und vom Bürzel wurden in großer Zahl für zeremonielle Kleidungsstücke, etwa Federmäntel, verwendet. Daher kommt auch der Name „Kleidervögel“ für die Tribus.
Die in Mitteleuropa vorkommenden Finkenarten sind allesamt höchstens regional gefährdet. Auf den Roten Listen finden sich etwa der Bluthänfling (Linaria cannabina) in Großbritannien oder der Karmingimpel (Carpodacus erythrinus) mit seinen westlichsten Brutvorkommen in Österreich und in der Schweiz.

## Systematik
Die äußere und innere Systematik der Familie der Finken haben seit Mitte der 1990er Jahre durch molekulargenetische Untersuchungen einige Veränderungen erfahren. Auch wenn dadurch die Verwandtschaftsverhältnisse innerhalb der Singvögel deutlich besser verstanden wurden, bleiben dennoch auf der Ebene der Familien noch Fragen offen.

### Äußere Systematik
Zum jetzigen Zeitpunkt (2023) geht man davon aus, dass die Familie der Finken basal in einer Klade steht, die im Englischen traditionell nach der Anzahl der Handschwingenfedern nine-primaried oscines genannt wird. Diese enthält als Schwestergruppe der Finken die neuweltlich verbreiteten Familien, die heute in der Überfamilie Emberizoidea zusammengefasst werden. In dieser sind unter anderem die Ammern, Waldsänger und Kardinäle als nächste eurasische Verwandten der Finken zusammengefasst.
Außerhalb dieser Klade sind die nächsten Verwandten der Finken u. a. Stelzen und Pieper, Sperlinge und Braunellen, die gemeinsam Teil der Parvordnung Passerida sind. Die Verwandtschaftsverhältnisse nach heutigem Kenntnisstand sind in nebenstehendem Kladogramm wiedergegeben.

### Innere Systematik

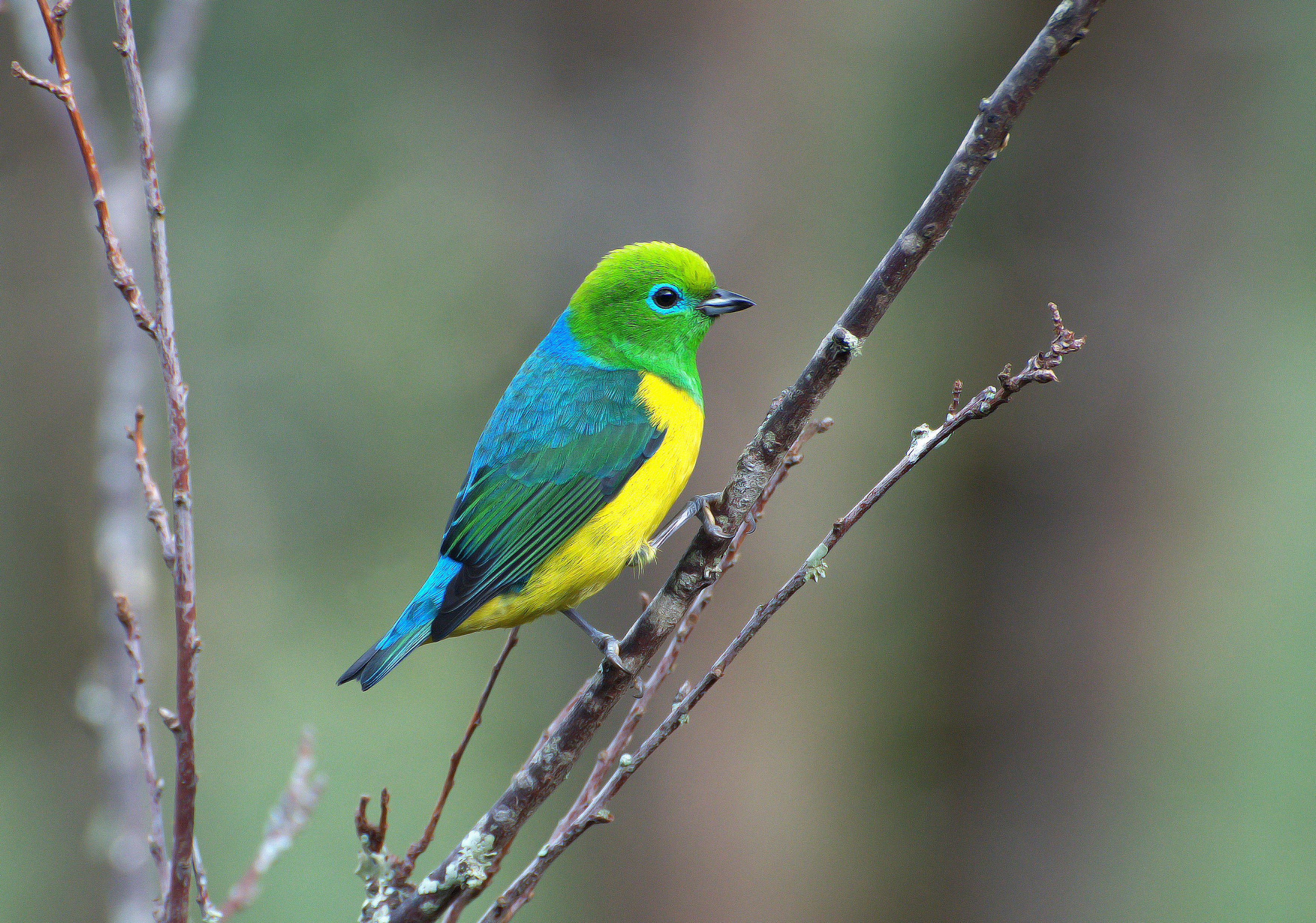
Grünorganist (Chlorophonia cyanea), Männchen

Die Familie der Finken wird traditionell in die beiden Unterfamilien der Edelfinken und der Stieglitzartigen aufgeteilt. Die Edelfinken beinhalten dabei nur eine Gattung Fringilla mit drei (bei manchen Autoren vier) Arten. Die Stieglitzartigen sind weitaus artenreicher und werden meist in fünf Triben unterteilt mit insgesamt etwa 40 Gattungen und 150 Arten. Einer der Triben, die Kleidervögel wurden früher als eigene Familie (Drapinidae) geführt, durch molekulargenetische Untersuchungen hat sich aber gezeigt, dass sie Teil der Klade sind, die die Stieglitzartigen aufspannen. Des Weiteren haben diese Untersuchungen bestätigt, dass die Organisten, eine Gruppe neotropischer Singvögel, die früher den Tangaren zugerechnet wurden, als Unterfamilie zu den Finken zählen. Die Unterfamilie der Organisten besteht aus der Typusgattung Euphonia und der Gattung der Grünorganisten (Chlorophonia) und enthält insgesamt etwa 32 Arten.
Die Verwandtschaftsverhältnisse innerhalb der Familie der Finken nach heutigem Stand (2018) wird in folgendem Kladogramm dargestellt. Die weitere Aufschlüsselung auf Gattungs- und Artebene findet sich in den jeweils verlinkten Artikeln:
|  | Edelfinken (Fringlillinae) – 8 Arten                                                                              |
|  | |
|  | \| \| Organisten (Euphoniinae) – 32 Arten \| \| \| \| \| \| Stieglitzartige (Carduelinae) – 172 Arten \| \| \| \| |
|  | |
|  | Organisten (Euphoniinae) – 32 Arten                                                                               |
|  | |
|  | Stieglitzartige (Carduelinae) – 172 Arten                                                                         |
|  | |

|  | Organisten (Euphoniinae) – 32 Arten       |
|  |                                           |
|  | Stieglitzartige (Carduelinae) – 172 Arten |
|  |                                           |

## Trivia
Der Asteroid des äußeren Hauptgürtels (709) Fringilla ist nach den Finken benannt.